# Ngwel
Ngwel [ŋʷel] (‘scogliera’ nella lingua Lo-Toga) è una piccolissima isola dell'Oceano Pacifico, nello Stato di Vanuatu.
Fa parte delle Isole Torres nella provincia di Torba. Si trova a soli 600 metri da Tegua.
L'isola completamente disabitata ha una lunghezza di 500 m e una larghezza di 200 m.